# Giuseppe Cigala Fulgosi

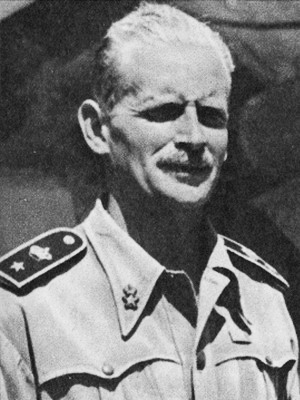
Giuseppe Cigala Fulgosi (1940)

Graf Giuseppe Cigala Fulgosi (* 25. Juli 1910 in Piacenza; † 1. November 1977 in Rom) war ein Offizier der italienischen Marine.

## Leben
Bei Ausbruch des Zweiten Weltkrieges diente Cigala Fulgosi auf dem Zerstörer Ascari, mit dem er auch an der Seeschlacht bei Punta Stilo und an der Seeschlacht bei Kap Teulada teilnahm. Im November 1940 übernahm er das Torpedoboot Sagittario, mit dem er zahlreiche Konvois eskortierte. Während der Kämpfe um die griechische Insel Kreta eskortierte er einen deutschen Truppentransporterkonvoi. Am 22. Mai 1941 wurde der Konvoi von einer überlegenen britischen Kreuzerformation überrascht. Das Torpedoboot Sagittario nahm allein den Kampf gegen die Kreuzer Naiad (Flaggschiff der Force C), Calcutta, Perth und Carlisle sowie gegen drei Zerstörer auf, von denen ein Kreuzer durch Torpedos und ein Zerstörer durch Kanonenbeschuss beschädigt wurde. Der von Admiral King geführte Verband war zuvor mehrmals aus der Luft angegriffen worden (am Vortag hatten deutsche Bomber seinen Zerstörer Juno versenkt) und zog sich nach weiteren deutschen Luftangriffen und dem mit aller Entschlossenheit vorgetragenen Angriff Cigala Fulgosis umgehend zurück, wodurch der deutsche Konvoi gerettet wurde (King wurde deswegen seines Postens enthoben). Einen ähnlichen Einsatz hatte Francesco Mimbelli einige Stunden zuvor mit seinem Torpedoboot Lupo durchgeführt. Beide Offiziere erhielten für diese Einsätze den höchsten italienischen Militärorden die Tapferkeitsmedaille in Gold.
Nach seiner Beförderung zum Capitano di Corvetta kommandierte Cigala Fulgosi den Zerstörer Euro, mit dem er im November 1941 den deutschen Duisburg-Geleitzug gegen britische Kreuzer schützte. Danach führte er das 6. Torpedobootgeschwader, mit dem er erneut zahlreiche Konvois begleitete. 1942 lehnte er es ab, von Mussolini eine Auszeichnung anzunehmen. Nach dem Waffenstillstand vom 8. September 1943 begleitet er zusammen mit den Torpedobooten Pegaso und Orsa die italienische Flotte nach Malta, wohin sie sich auf Grund der alliierten Waffenstillstandsbedingungen zu begeben hatte. Er beteiligte sich an der Suche nach Überlebenden des italienischen Schlachtschiffes Roma. Etliche schwer verletzte Schiffbrüchige konnte er auf die Balearen bringen. Am 13. September 1943 entschloss sich Cigala Fulgosi auf Mallorca dazu, seine Torpedoboote Impetuoso und Pegaso selbst zu versenken, um eine Übergabe an die Alliierten zu verhindern. Cigala Fulgosi wurde zunächst in Spanien interniert, kam jedoch schon im Juli 1944 nach Italien zurück, wo er im November zum Capitano di Fregata befördert wurde. 1946 schied er nach dem Referendum für die Republik auf eigenen Wunsch aus dem aktiven Dienst aus.
Später wurde er Präsident des italienischen Reitsportverbandes Federazione Italiana Sport Equestri.

## Familie

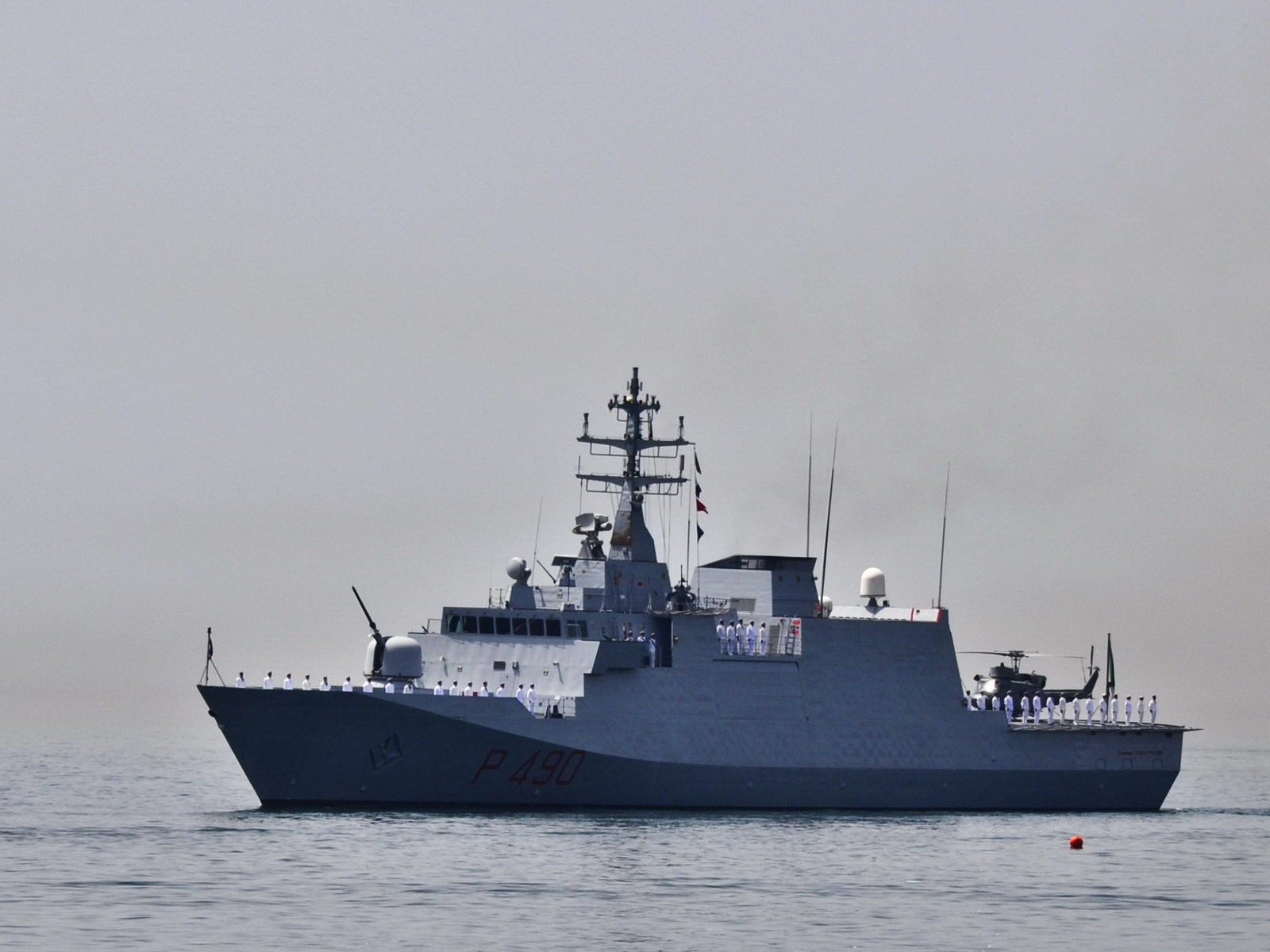
Patrouillenschiff Comandante Cigala Fulgosi

Giuseppe Cigala Fulgosis jüngerer Bruder Agostino war Jagdflieger beim 51º Stormo (Jagdgeschwader) der Regia Aeronautica. Er fiel am 11. Juni 1943 über Sardinien. Der Vater der beiden Brüder, Alfonso Cigala Fulgosi, wurde bei Kriegsbeginn als General reaktiviert. Deutsche Truppen erschossen ihn im September 1943, als er sich weigerte, die italienische Garnison in Split (Kroatien) zu übergeben.

## Schiffsnamen
Die italienische Marine hat eine Klasse von Patrouillenschiffen Cigala-Fulgosi-Klasse und ein Schiff der Klasse als Comandante Cigala Fulgosi nach dem 1977 verstorbenen Giuseppe Cigala Fulgosi benannt. Den Namen seines Torpedobootes Sagittario trug zuletzt eine Fregatte der Lupo-Klasse.